# Embedded (pièce de théâtre)
Pour les articles homonymes, voir Embedded.
Embedded est une pièce de théâtre américaine écrite par Tim Robbins en 2003. Elle est sortie en vidéo en 2005.

## Synopsis
Des journalistes sont embarqués dans l’armée américaine pendant la guerre d'Irak, d’octobre 2002 à juin 2003.

## Distribution
- V. J. Foster
- Brent Hinkley
- Jay R. Martinez
- Kate Mulligan
- Steven M. Porter
- Tim Robbins
- Riki Lindhome

## Adaptation
La pièce a été adaptée en français par Geogres Bigot en 2006, pour le Petit Théâtre de pain.